# Фанар

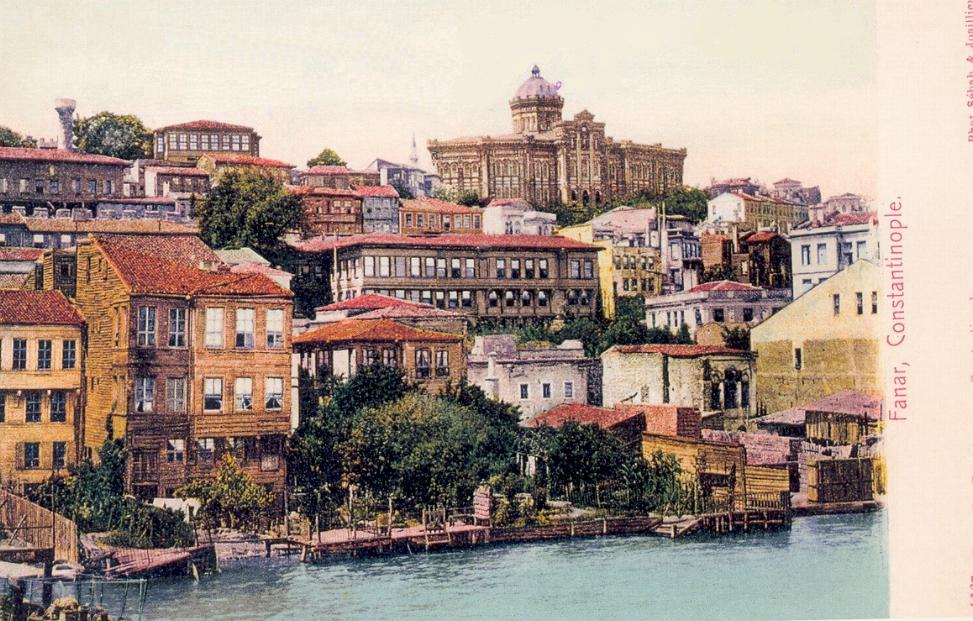
Фанар — греческий квартал Константинополя. 1900 г.

Фана́р, Фанарион (греч. Φανάρι) или Фенер (тур. Fener) — исторический район в Константинополе (впоследствии Стамбуле), на южной стороне Золотого Рога. В настоящее время является частью муниципального района Фатих.
На территории Фанара находится много известных достопримечательностей Стамбула, включая резиденцию константинопольского патриарха.

## История
Название район получил по расположенному здесь в византийскую эпоху фонарю, установленному на колонне, который, по всей видимости, выполнял роль маяка. После падения Константинополя в 1453 году Фанар, наряду с другими районами, не оказавшими сопротивления захватчикам, не был разграблен, население его избежало резни, церкви были сохранены. Правда, со временем большинство храмов были отобраны турками и превращены в мечети. От византийского времени в Фанаре до нашего времени в качестве православных храмов сохранились только церковь Марии Монгольской и ещё две маленькие часовни. После завоевания города эти районы стали основным местом проживания константинопольских греков.

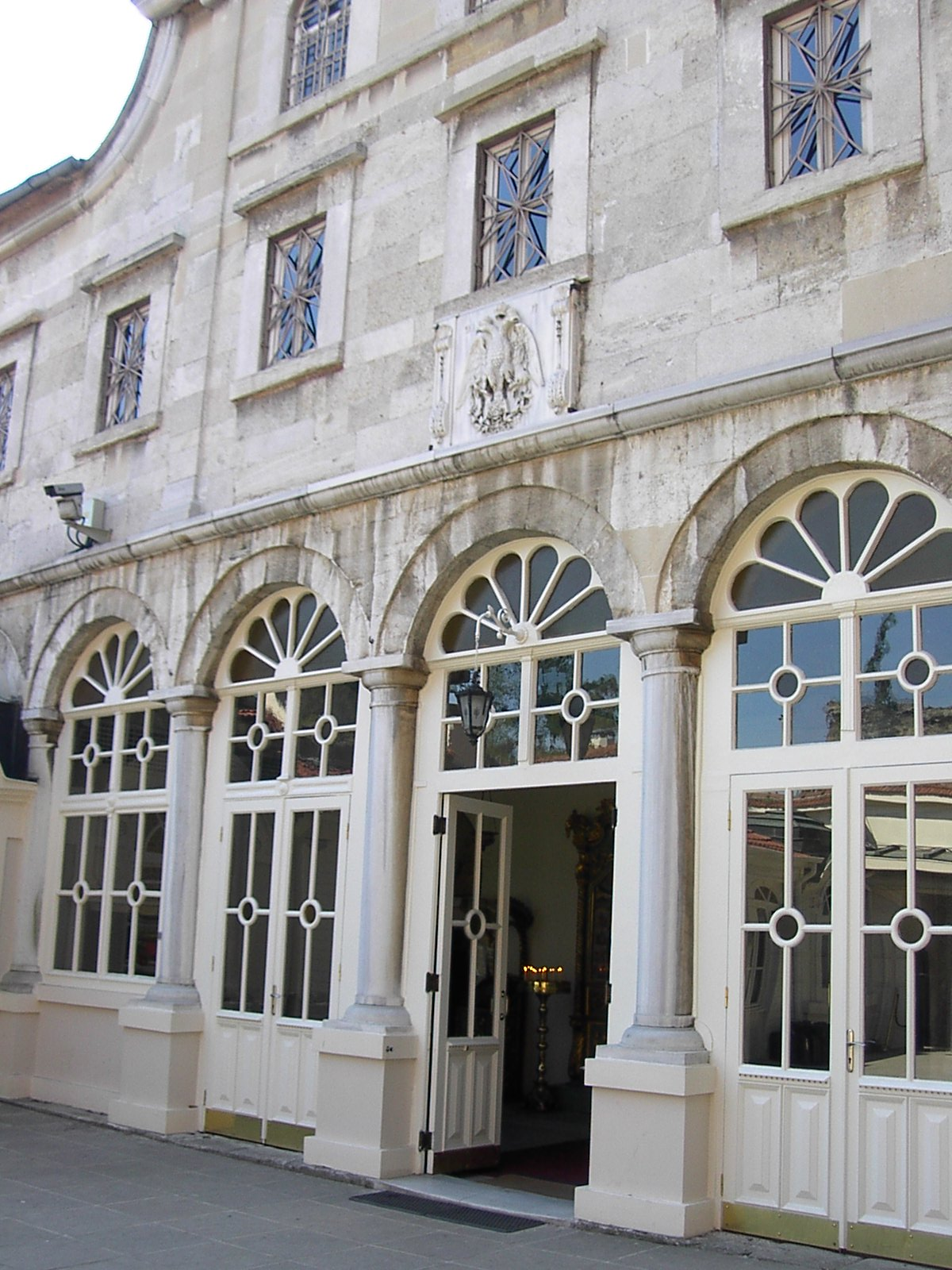
Вход в храм Святого Георгия в Фанаре

Желая привлечь на свою сторону греческое население империи, султан Мехмед Завоеватель повелел восстановить церковное управление Константинопольского патриархата и избрать патриарха. Им стал Геннадий Схоларий, глава антиуниатской партии. Взамен конфискованного собора Святой Софии, христиане получили большую церковь Святых Апостолов, расположенную в районе, заселённом турками. Желая избежать столь неудобного соседства, патриарх Геннадий просил султана разрешения в качестве патриаршей резиденции использовать монастырь Паммакаристы, находившийся на греческом Фанаре. Однако в 1486 году при султане Мураде III церковь Паммакаристы была отобрана и превращена в мечеть Фетие Джами. Только через несколько лет, поменяв несколько мест, при патриархе Иеремии II в центре Фанара была построена новая резиденция Вселенского патриарха — церковь Святого Георгия. Деньги на строительство греки получили в Москве, у царя Феодора Ивановича. В 1601 году церковь святого Георгия была построена.

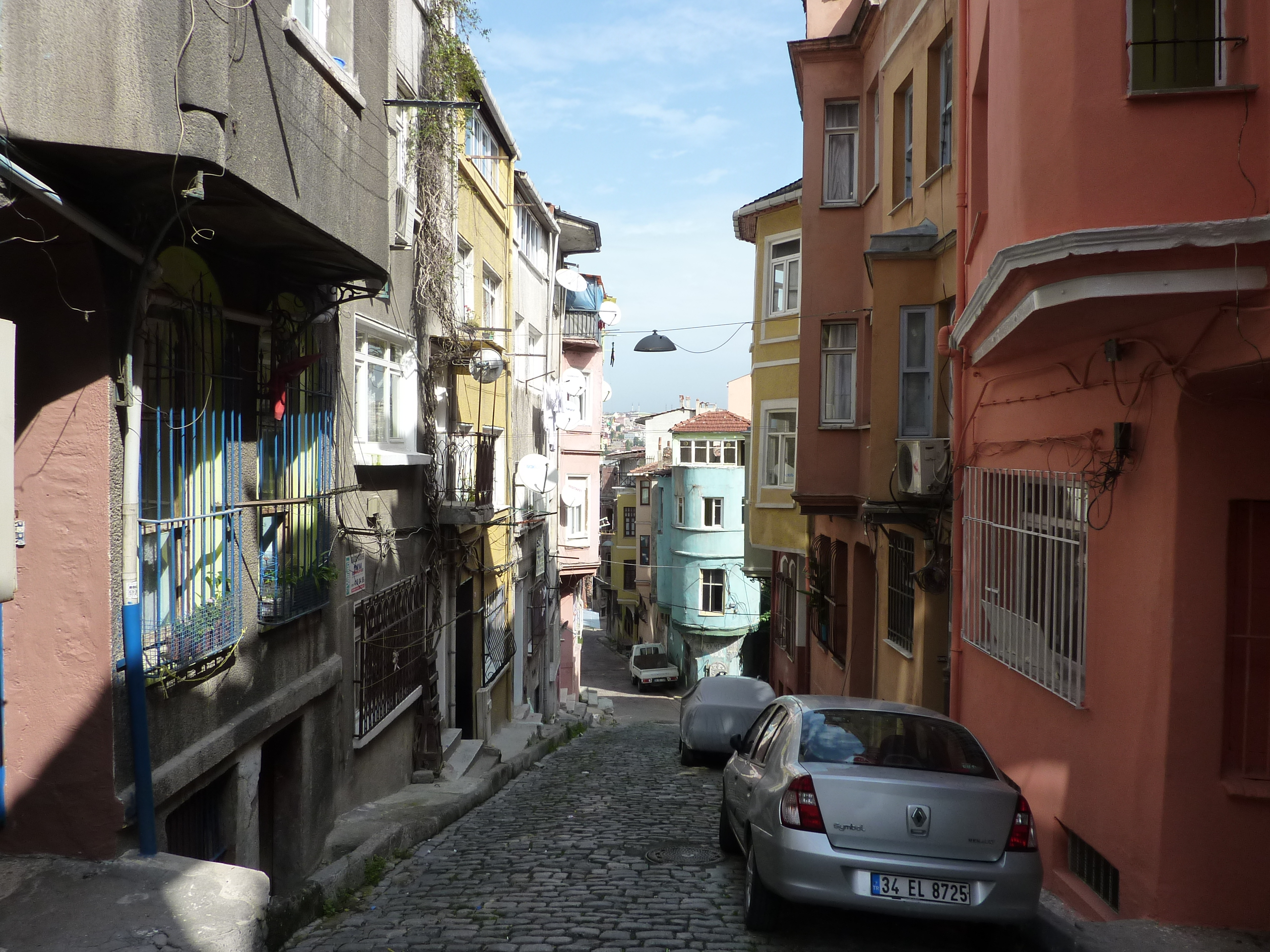
Одна из улиц Фенера. Современный вид

С этого времени начинается новый этап жизни Фанара, который становится центром греческого мира Османской империи. Это связано с положением константинопольского патриарха, который в Османской империи занимал место главы христианского миллета, что превращало его в крупного государственного чиновника империи. Поэтому с начала XVII века район стал заселяться греческой знатью, представителями древних византийских аристократических родов и людьми, выдающими себя за таких представителей. Эта новая греческая аристократия, честолюбивая и активная, стремившаяся к восстановлению великой империи, считала полезной близость к патриаршему двору. По месту своего жительства их называли фанариотами. Представители фанариотов как правило старались занимать ведущие должности в патриаршей администрации. Карьера священника или иерарха привлекала их редко. Многие из них были богатыми торговцами и обладали значительными финансовыми возможностями. Многие занимали высокие должности при дворе султана (например, Михаил Шейтаноглу Кантакузин). Это позволяло им влиять на избрание патриарха, платить значительные суммы за его поставление. В результате к концу XVII века фанариоты фактически держали в своих руках всю церковную организацию, а также аналогичным образом контролировали назначение господарей Дунайских княжеств, с которых получали часть налоговых сборов.
С 1673 до 1821 года (начиная с Думитрашку Кантакузена и заканчивая Скарлатом Каллимаки) представители зажиточных фанариотских семей назначались воеводами Молдавии и Валахии, где с 1711 года они становились, по существу, полноправными хозяевами.